# Nikola Rokvić
Nikola Rokvić (rođen 29. lipnja 1985.) srpski je pjevač i poduzetnik. Najstariji je sin poznatog folk pjevača Marinka Rokvića. Postao je poznati umjetnik po izlasku svog debitantskog albuma Oprosti mojoj mladosti 2006. godine. Iako prvenstveno poznat po izvođenju pop-folk glazbe, Rokvić se odvažio i na pop od izlaska Ovaj put 2015. godine.
Osim glazbene karijere, Rokvić je sudjelovao u reality TV emisijama Survivor Srbija VIP: Philippines (2010.) i trećoj sezoni srpskog spin-offa Tvoje lice zvuči poznato (2016.), gdje je završio kao drugoplasirani. Također je suosnivač i izvršni direktor prve srpske streaming platforme pod nazivom YouBox.
Tijekom svog boravka na Filipinima, Rokvić je na ekranu razvio romantičnu vezu s kolegicom natjecateljem, srpsko-američkom manekenkom Bojanom Barović. Par se na kraju vjenčao 2016. godine i imaju dvoje djece.

## Diskografija
Albumi
- Oprosti mojoj mladosti (2006.)
- Prećuti me (2008.)
- Ovaj put (2015.)